# Callistege illuminata
Callistege illuminata là một loài bướm đêm trong họ Erebidae.